# 永専寺
永専寺（えいせんじ）は、北海道網走市にある真宗大谷派の寺院。網走市街地の国道244号沿いに建つ。長らく網走監獄の教誨師を務めた僧侶・寺永法専が住職であった寺で、その縁から1924年（大正13年）に旧網走監獄正門が当山の門として払い下げられた。現在は旧網走監獄正門のある寺として広く知られる。

## 旧網走刑務所正門
- 竣工 - 1912年（明治45年）

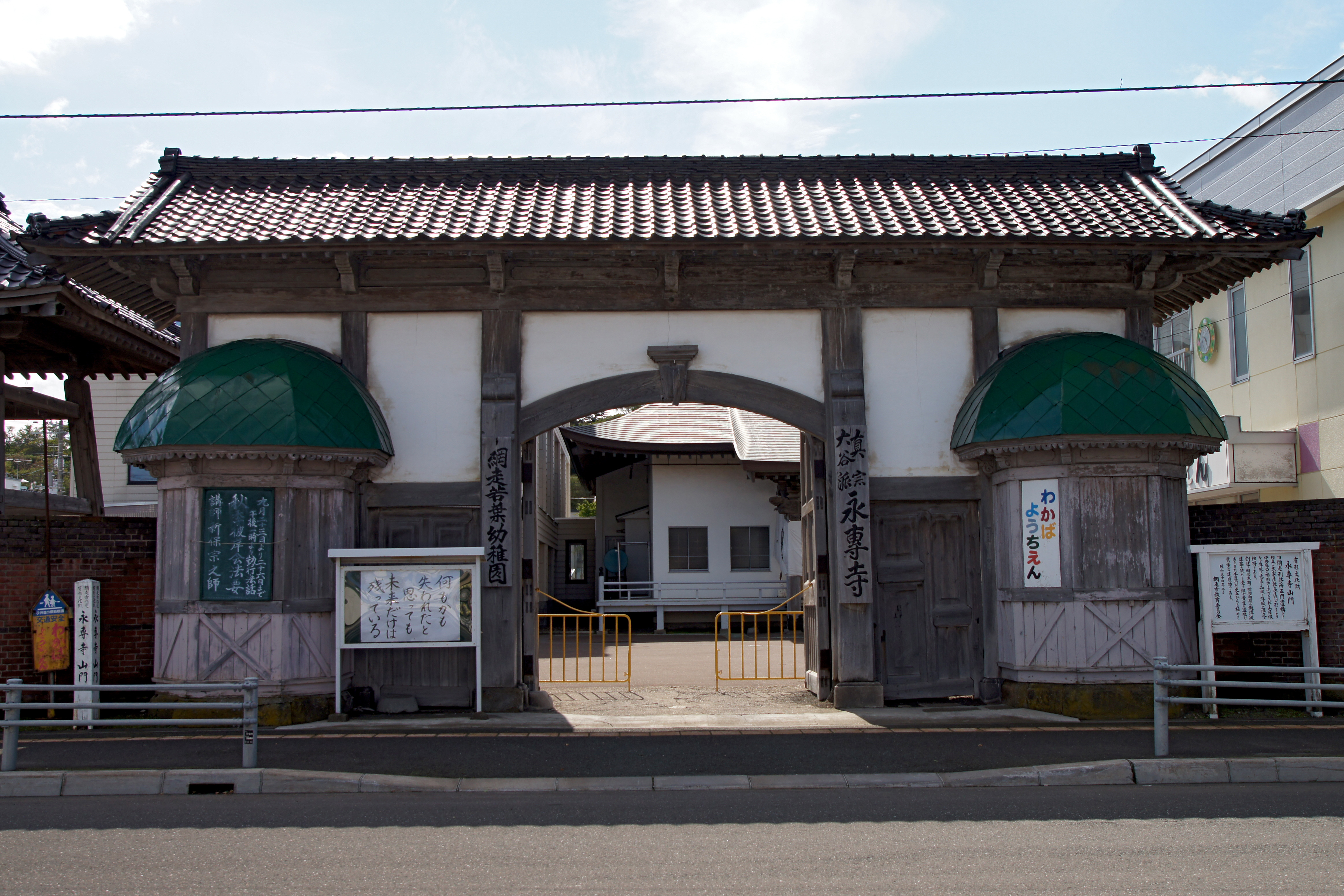
山門の旧網走監獄正門

- 構造・規模 - 木造長屋門、入母屋造瓦葺き、門柱にドーム屋根の番所付
- 網走市有形文化財（1977年（昭和52年）指定）
- 備考 - 夜間ライトアップされる

## 所在地
北海道網走市南6条東2丁目 

## 交通アクセス
- 網走バスターミナル　徒歩5分
- 釧網本線 桂台駅 徒歩5分
- 石北本線 網走駅 徒歩20分

国道244号沿いに建つ。

## 周辺
- 網走市立美術館
- 網走市民会館
- クリオネ通り